# أوسكار أوبازو
أوسكار أوبازو (بالإسبانية: Óscar Opazo) هو لاعب كرة قدم تشيلي في مركز الدفاع، ولد في 18 أكتوبر 1990 في كونكون في تشيلي. شارك مع منتخب تشيلي لكرة القدم. أما مع النوادي، فقد لعب مع كولو-كولو.

## وصلات خارجية
- أوسكار أوبازو على موقع قاعدة بيانات كرة القدم.إي يو (الإنجليزية)
- أوسكار أوبازو على موقع ناشيونال فوتبول تيمز (الإنجليزية)
- أوسكار أوبازو على موقع Soccerway.com (الإنجليزية)
- أوسكار أوبازو على موقع عالم كرة القدم.نت (الإنجليزية)
- أوسكار أوبازو على موقع AS.com (الإسبانية)